# Beignon
Beignon (bretonisch Benion) ist eine französische Gemeinde mit 1.939 Einwohnern (Stand 1. Januar 2022) im Département Morbihan in der Region Bretagne.

## Geografie
Beignon liegt etwa 40 Kilometer westlich von Rennes im Nordosten des Départements Morbihan an der Grenze zum Département Ille-et-Vilaine. Nachbargemeinden sind Paimpont im Norden, Plélan-le-Grand im Nordosten, Saint-Malo-de-Beignon im Südosten, Guer und Porcaro im Süden sowie Campénéac im Westen.

## Geschichte
Über die Frühgeschichte der Gemeinde gibt es kaum Belege. Es gibt keine Überreste aus prähistorischer und gallo-römischer Zeit. Erst 865 wird der Ort in der Urkundensammlung der Abtei Redon unter dem Namen Bicloën erstmals erwähnt. Im Mittelalter war es Sitz eines ausgedehnten Dekanats. Aus diesem Dekanat wurde die Baronnie de Beignon. Historisch gesehen gehört Beignon zur Region Pays de Saint-Malo (bretonisch:Bro-Sant-Maloù). Nach der Französischen Revolution war es Kampfgebiet zwischen Republikanischen Truppen und den Chouans. Politisch wurde Beignon 1790 eine Gemeinde. Von 1793 an gehörte Beignon zum Kanton Campénéac und zum Distrikt Ploërmel. Ab 1801 war es Teil des Arrondissements Vannes und eine Gemeinde im Kanton Guer.

## Bevölkerungsentwicklung
Die Einwohnerzahl sank zwischen 1793 und 1806 stark (1793–1806: −24 %). Danach stieg sie kurzfristig an auf über 1500 Personen. Doch schwankte die Anzahl Bewohner zwischen 1846 und 1886 stets in einem Bereich von 1300 bis 1400 Bewohnern. In den Jahren von 1891 bis 1911 folgte eine erste Abwanderungswelle. Diese nahm zwischen 1911 und 1921 dramatische Ausmaße an, weil die Armee bedeutende Teile des Gemeindegebiets für eine Militärbasis enteignete (1911–1921: −45 %). Damals wurden 520 Menschen aus elf Orten und Weilern in der Gemeinde Beignon ausgesiedelt. Zwischen 1921 und dem Bevölkerungstiefststand 1962 sank die Einwohnerschaft nur noch leicht. Nach einem Sprung nach oben in den darauf folgenden sechs Jahren folgte eine Stagnationsphase bis 1990. Seither hat die Einwohnerschaft stark zugenommen (1990–2012: +150 %) und erreicht mittlerweile fast wieder den historischen Bevölkerungshöchststand von 1793.
| Jahr      | 1962 | 1968 | 1975 | 1982 | 1990 | 1999 | 2006 | 2012 | 2019 |
| Einwohner | 580  | 701  | 711  | 611  | 712  | 818  | 1417 | 1778 | 1962 |

## Sehenswürdigkeiten
- Kirche Saint-Pierre (teilweise aus dem 11. und 12. Jahrhundert; erweitert im 19. Jahrhundert), mit einigen großflächigen Kirchenfenstern (siehe Wurzel-Jesse-Fenster und Passionsfenster)
- Kapelle Sainte-Reine aus dem 17. Jahrhundert
- Kapelle Saint-Méen aus dem 16. Jahrhundert
- Kapellen Saint-Mathurin und Sainte-Vierge aus dem 19. Jahrhundert
- Kreuz Les Perrières aus dem 16. Jahrhundert
- Kreuz Danet aus dem 11. Jahrhundert im Ort Le Val-es-Lan
- Kreuz Le Plessis aus dem 16. Jahrhundert
- Pfarrhaus aus dem 18. Jahrhundert
- Ehrendenkmal für die Gefallenen
- Wassermühle in Tremourio
- Windmühlen in L’Aiguillon und Lanviel

Quelle:

## Persönlichkeiten
- Gabriel Deshayes (1767–1841), römisch-katholischer Geistlicher und Ordensgründer, geb. in Beignon